# Sør-Frons kommun
Sør-Frons kommun (norska: Sør-Fron kommune) är en kommun i landskapet Gudbrandsdalen i Innlandet fylke i Norge. Den ligger cirka 70 kilometer norr om staden Lillehammer. Kommunens centralort är tätorten Hundorp. 

## Administrativ historik
Sør-Frons kommun bildades första gången 1851 genom en delning av Frons kommun. 1966 slogs Sør-Frons och Nord-Frons kommuner ihop igen, för att åter delas 1977. 1990 överfördes ett obebott område till Folldals kommun.

## Kommunvapen
Kommunvapnet är hämtat ifrån legenden om Dal-Gudbrand, en hednisk herse som enligt Olav den heliges saga ska ha gett namn åt Gudbrandsdalen. Dal-Gudbrand ska ha ägt en avbild av Tor som Olav den heliges starke man Kolbein ska ha slagit sönder med en klubba, varpå de råttor, ormar och ödlor som bosatt sig i avbilden och levt på offren ska ha flugit ut. Denna episod finns med i filmen Den vite vikingen, men Olav den helige är utbytt mot kung Olav Tryggvason. Johannes Brost spelade Kolbein.

## Tätorter
I Sør-Frons kommun finns tre tätorter:
- Harpefoss
- Hundorp (centralort)
- Lia

## Socknar
Inom Norska kyrkan motsvaras Sør-Frons kommun av Sør-Frons socken i Sør-Gudbrandsdals prosteri i Hamars stift.

## Bilder

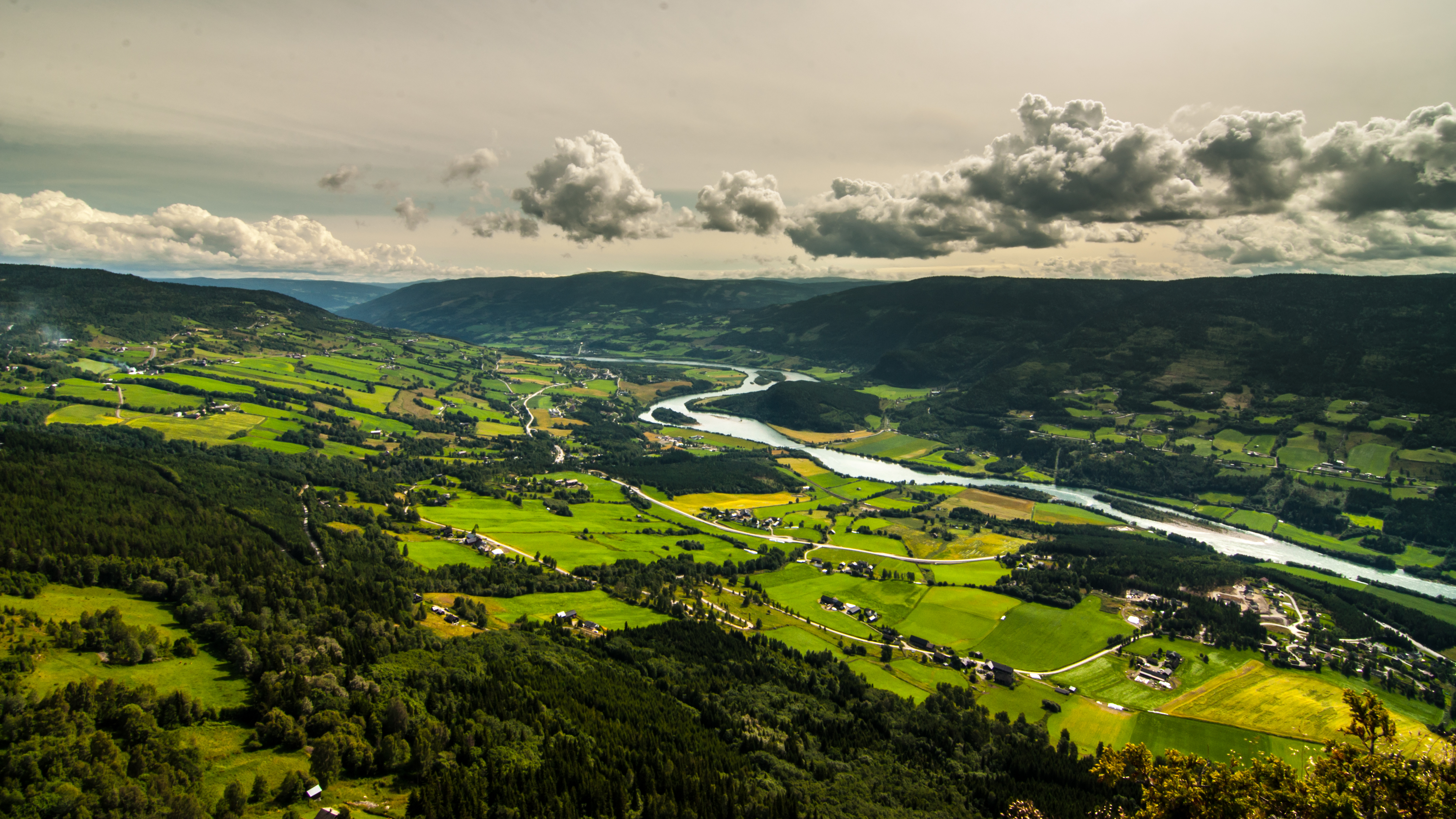
Vy mot Hundorp och Gudbrandsdalslågen från berget Skutelen.
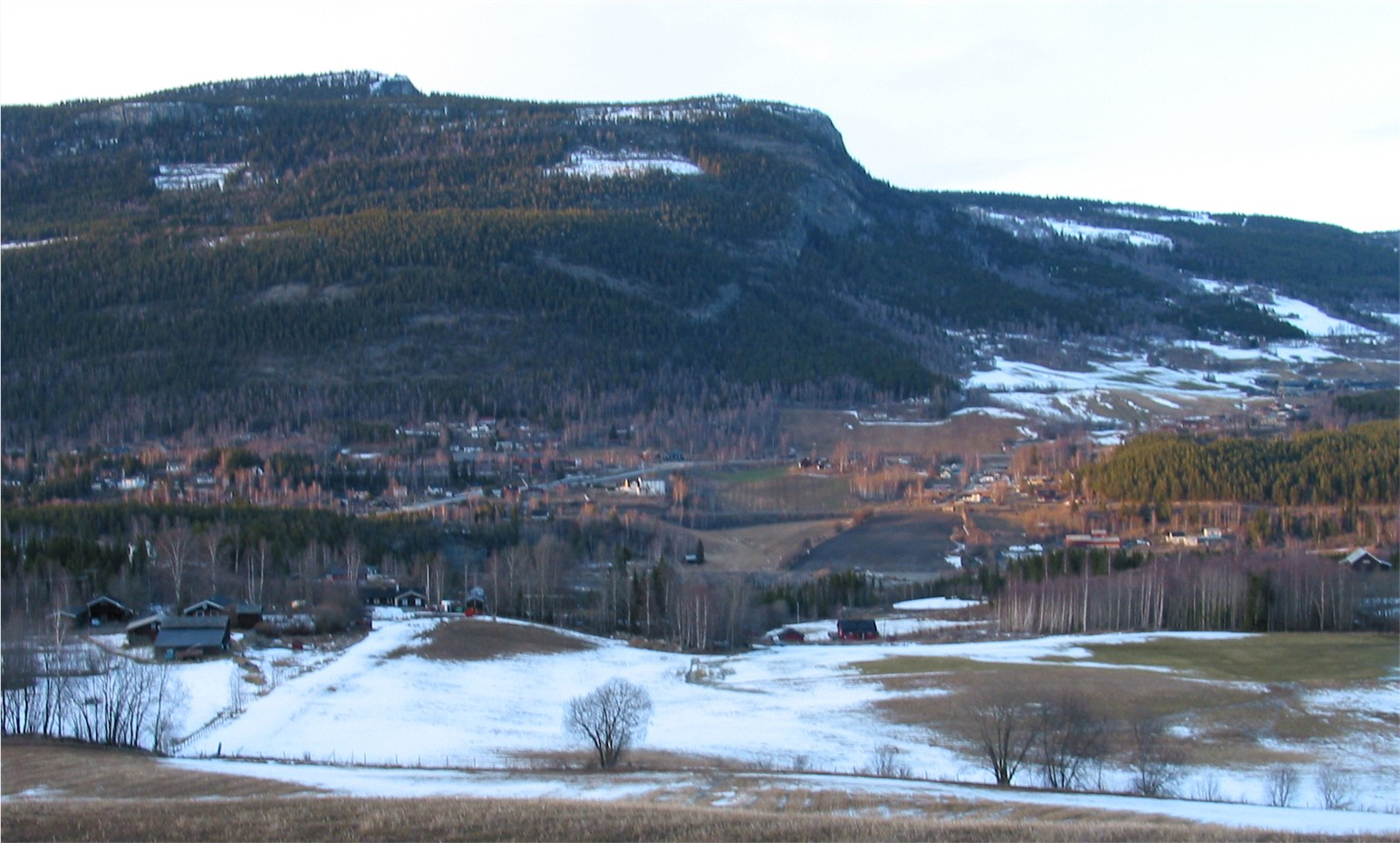
Harpefoss.
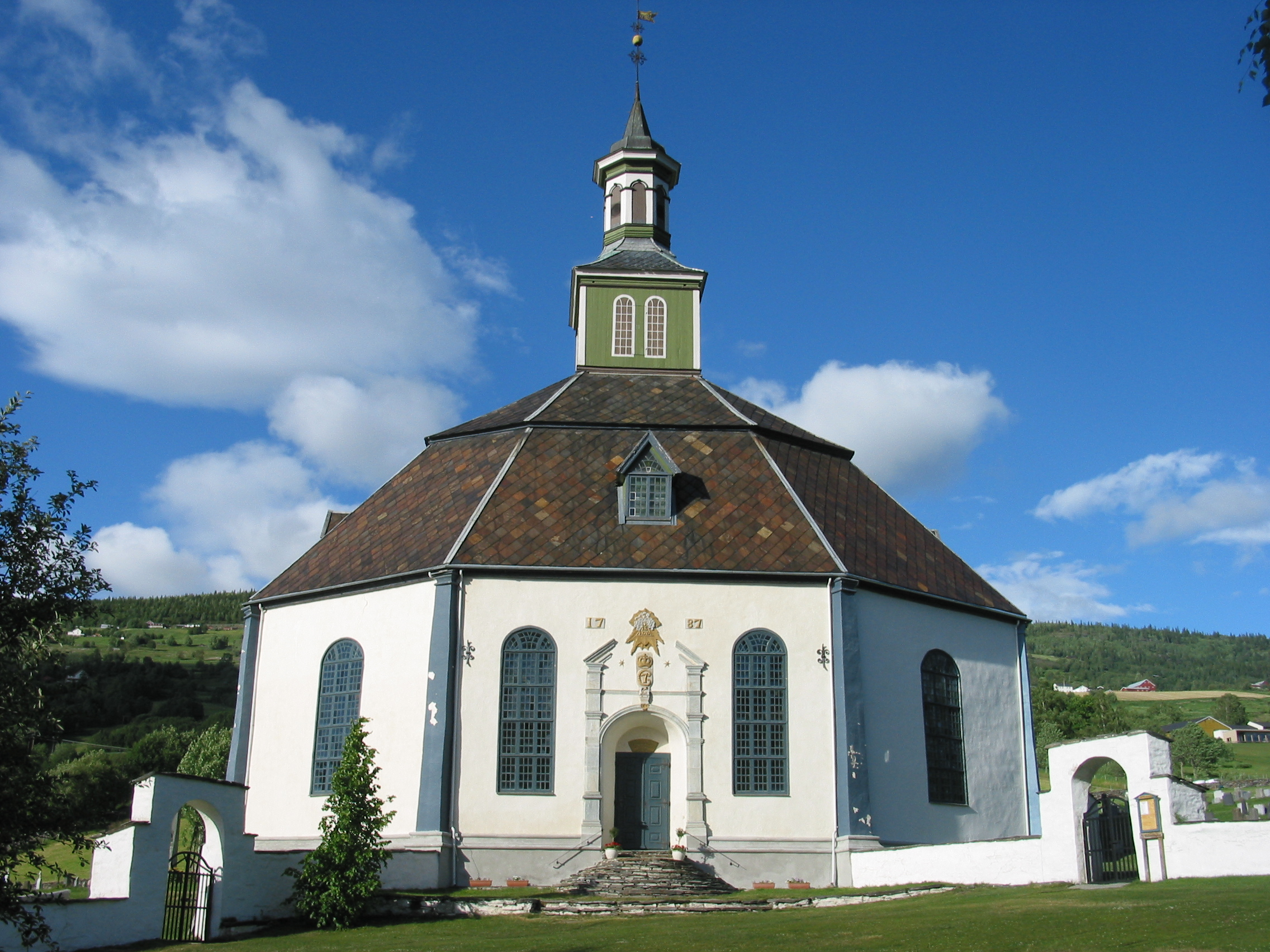
Sør-Frons kyrka.
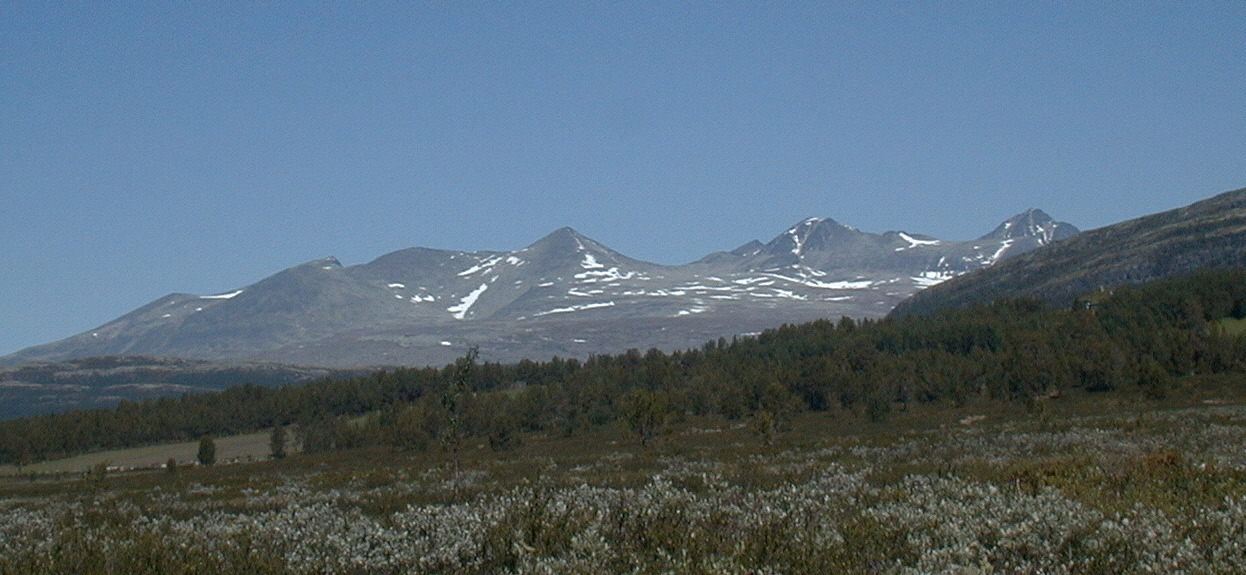
Smiubelgin i Rondane nationalpark.